# Ignatius Schlick

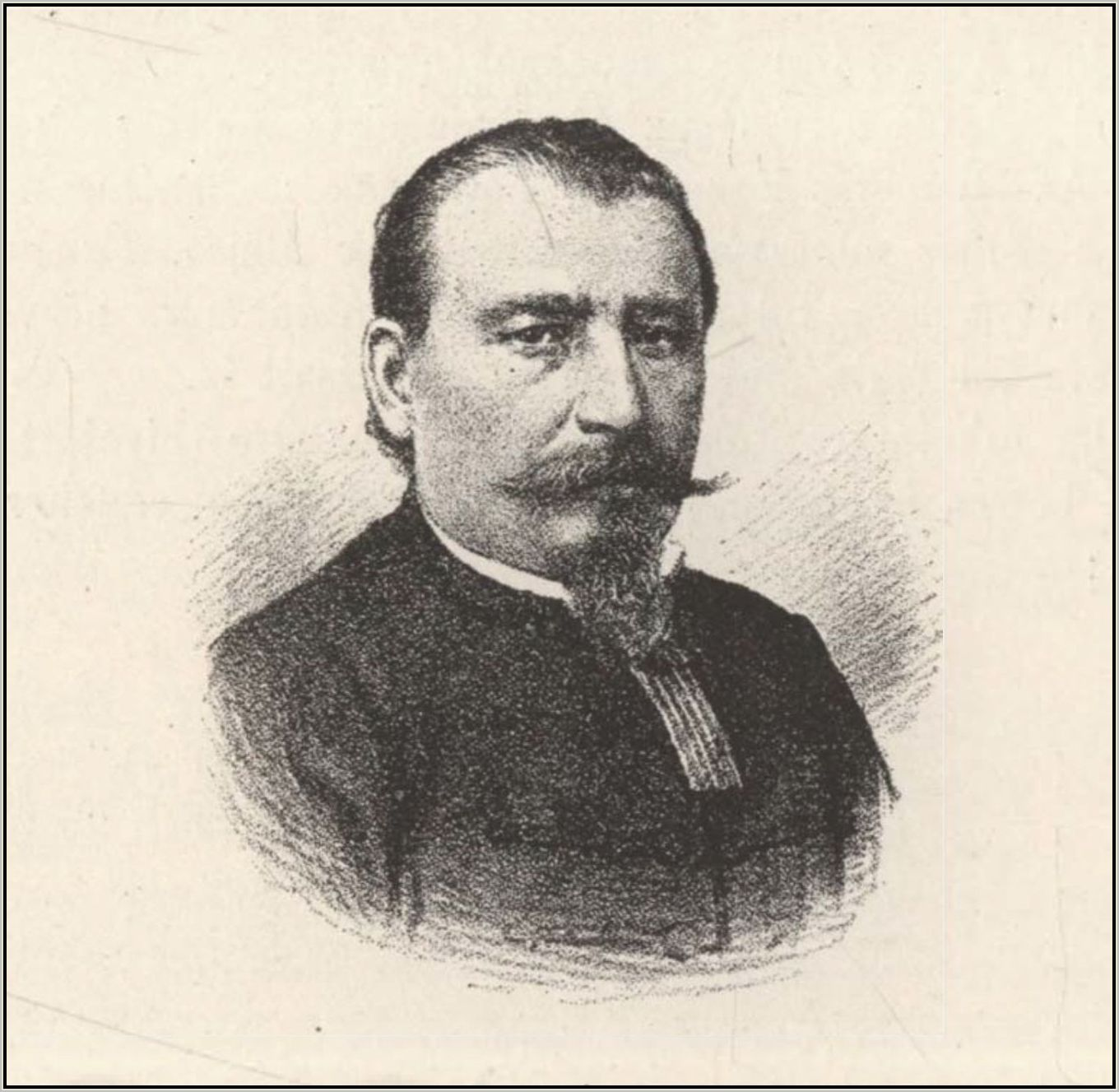
Ignác Schlick

Ignatius Schlick bzw. ungarisch Ignàc Schlick (auch dt. Ignaz Schlick; * 13. April 1820 in Pest; † 23. Dezember 1868 ebenda) war ein ungarischer Industrieller.

## Leben

### Herkunft
Ignatius Schlick stammte aus einer ursprünglich in St. Michael im Lungau (Salzburger Land) ansässigen Familie. Die mehrfach publizierte Behauptung, dass die Familie in der ersten Hälfte des 19. Jahrhunderts aus Mähren oder der Schweiz nach Ungarn kam, ist nicht zutreffend. Der Vater Ignatius Schlick sen. (* 6. Juli 1787), ein in Pest gebürtiger Installateur, erhielt das Pester Bürgerrecht am 26. November 1814. Der Großvater, Johannes Georg Schlick (* 4. April 1752), ein in Pest gebürtiger Handschuhmacher, erhielt das Pester Bürgerrecht am 18. Juni 1783. Schlicks Urgroßvater, Christianus Schlickh, ein aus St. Michael stammender Maurer, erhielt das Pester Bürgerrecht am 1. Juni 1736. Er starb im Alter von 59 Jahren am 13. September 1763 in Pest.

### Werdegang und Firmengeschichte
Nach Beendigung seiner Lehre (1837) ging Ignaz Schlick auf Wanderschaft und arbeitete sechs bis sieben Jahre in Frankreich und Deutschland. Nach Ungarn zurückgekehrt, gründete er im Jahre 1843 in Buda eine kleine Gießerei (Schlick-Érczöntö).
Am 13. September 1844 erhielt Ignatius Schlick das Pester Bürgerrecht. Im selben Jahr verlegte er auch das Werk von Buda nach Pest in die Kèt Nyúl utcza. Von 1844 bis 1854 wurde es als Schlicksche Eisen-Gießerei (Schlick-Vasöntöde) weiter ausgebaut und erste größere Aufträge ausgeführt. Von 1858 bis 1862 hatte die Schlick'sche Eisengießerei ihren Standort wieder in Buda. 1862 wurde das Werk als Eisengießerei und Maschinenfabrik (Schlick-féle Vasöntöde és gépgyár) erneut nach Pest verlegt. Nach dem Tod des Gründers im Jahr 1868 führte sein Schwiegersohn Frigyes Langelfeld das Unternehmen fort und wandelte es im Folgejahr mit einem Stammkapital von 500.000 Forint in eine Aktiengesellschaft um. Auf der Wiener Weltausstellung 1873 war das Unternehmen mit zahlreichen Produkten vertreten und erhielt mehrere Auszeichnungen. 1877 übernahm mit Béla Schlick der Sohn des Firmengründers das Unternehmen und führte es bis zu seinem Tod 1898. 1912 fusionierte das Werk mit der Maschinenfabrik und Schiffswerft Nicholson zur Schlick-Nicholson Maschinen-, Schiffs- und Waggonfabrik (Schlick-Nicholson Gép-, Hajó és Waggongyár Rt.). 1927 fusionierte Schlick-Nicholson mit Ganz & Co. Danubius.
Abweichend von dieser Darstellung ist die Werksgeschichte nach Albert Gieseler: Nach ihm nannte sich das Werk von 1850 bis 1896 Ignaz Schlick, Maschinenwerkstätte (ungarisch: Schlick Ignàc gépmülheye), danach Schlick Ignàc vasöntöde és gépgyár rt.; und ab 1905 Schlick-Féle, vasöntöde és gépgyár Részvénytársaság.

### Erzeugnisse
Das Produktionsprogramm von Schlick wurde ständig erweitert und umfasste neben den Gießereierzeugnissen auch Dampfmaschinen, Dampfturbinen, Dieselmotoren, Pumpen, Schiffe, Eisenbahn- und Straßenbahnwaggons und Stahlbauten u. a. In Obudá wurde eine eigene Schiffswerft betrieben.
Für die Budapester Untergrundbahn baute das Unternehmen 1896 (aufgrund der geringen Bauhöhe des Tunnels) die ersten niederflurigen elektrischen Triebwagen. Für die Ungarische Staatsoper wurden die Bühnenkonstruktion und der stählerne Dachstuhl von Schlick gebaut.

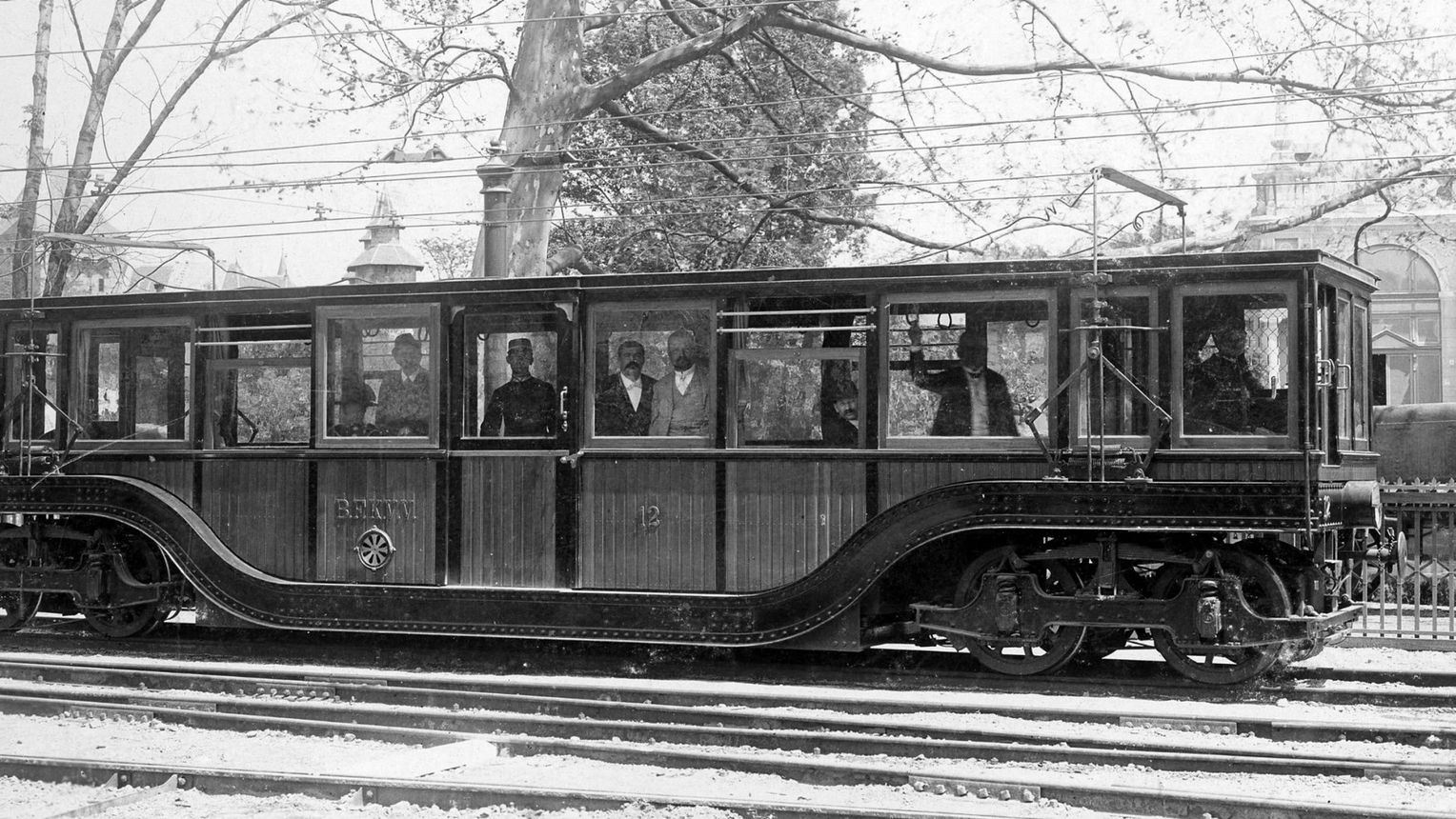
Triebwagen 12 der Földalatti (1896)
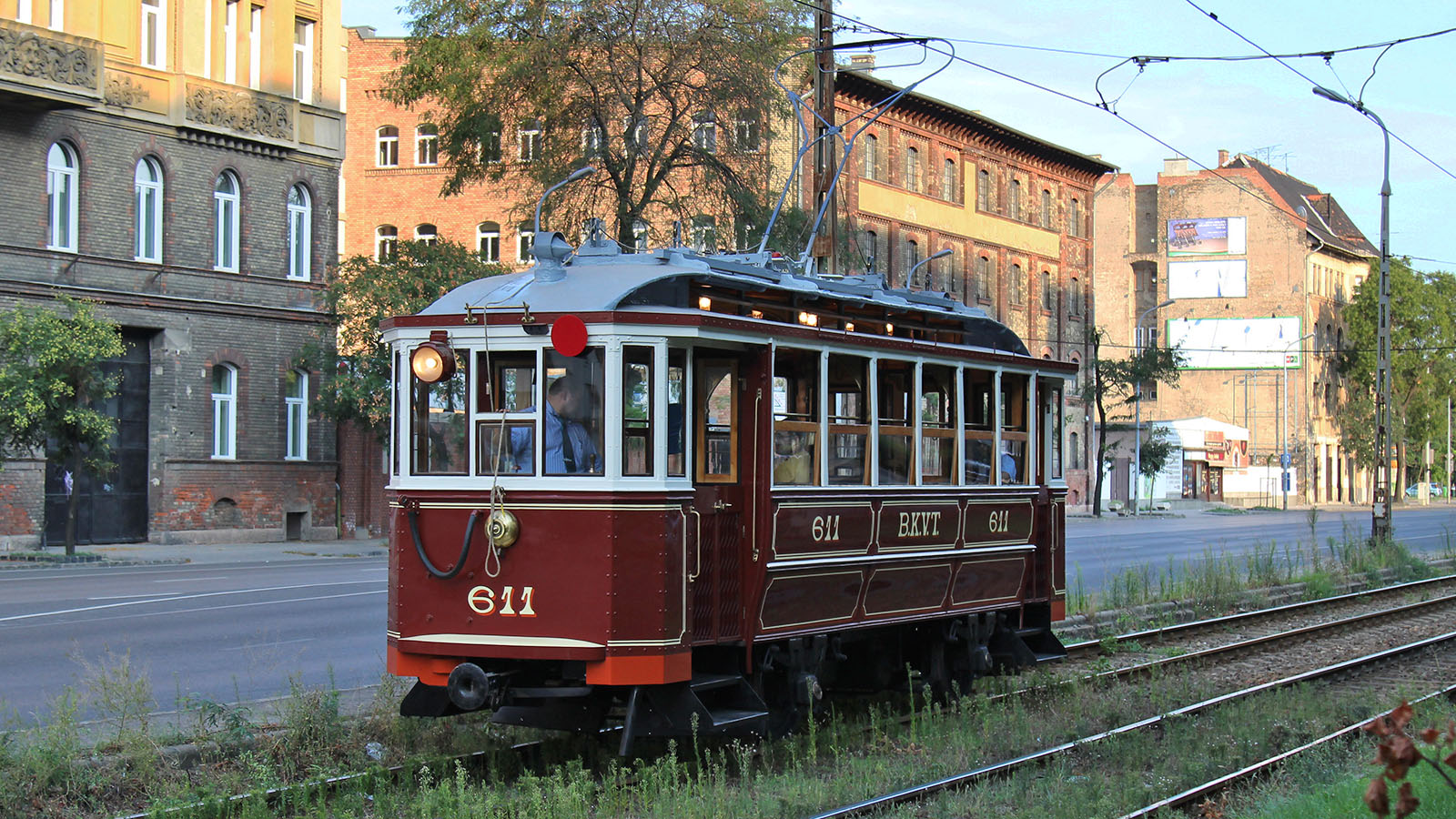
Triebwagen Typ S der Straßenbahn Budapest (1907-1909)
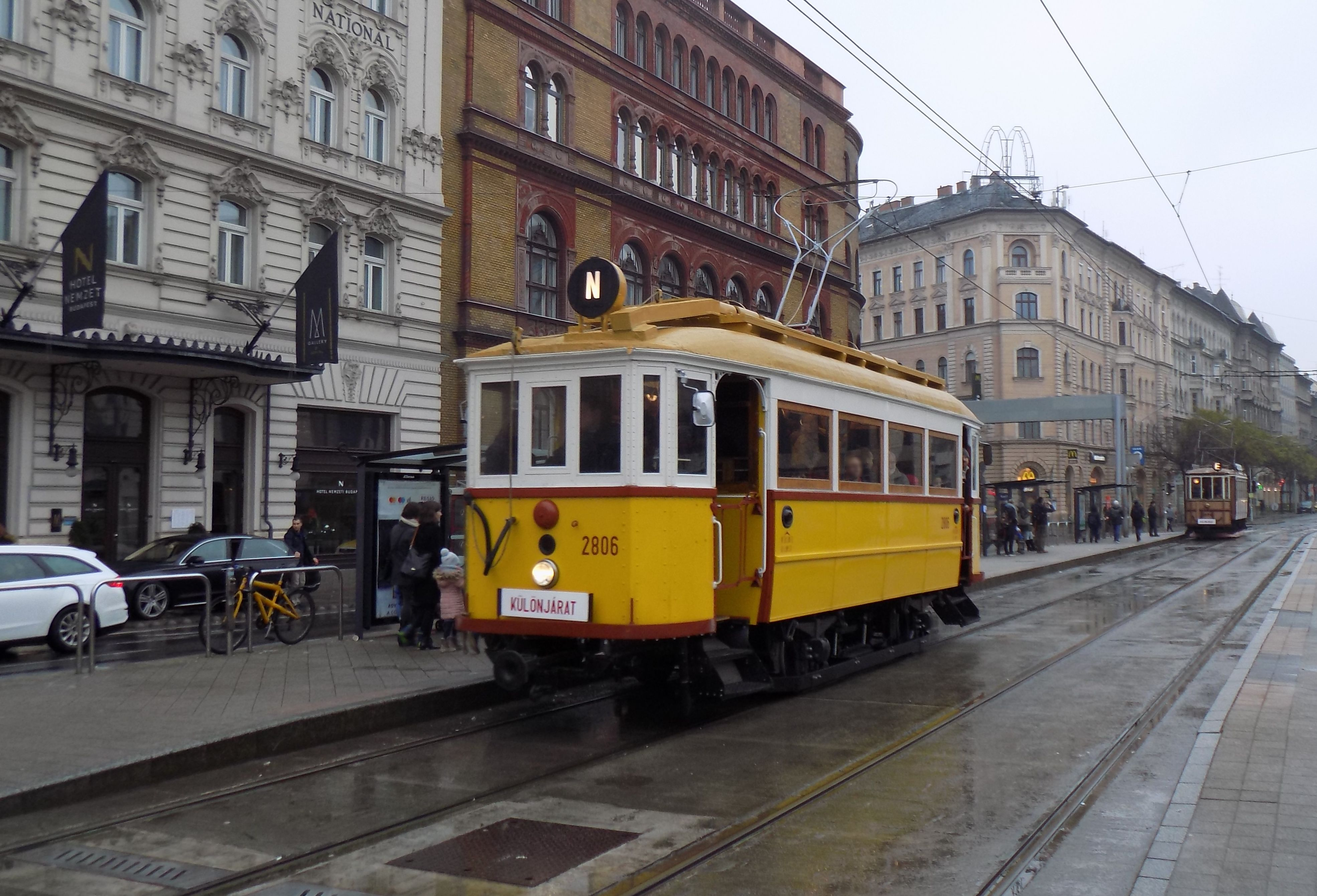
Triebwagen Typ K der Straßenbahn Budapest (1912/13)
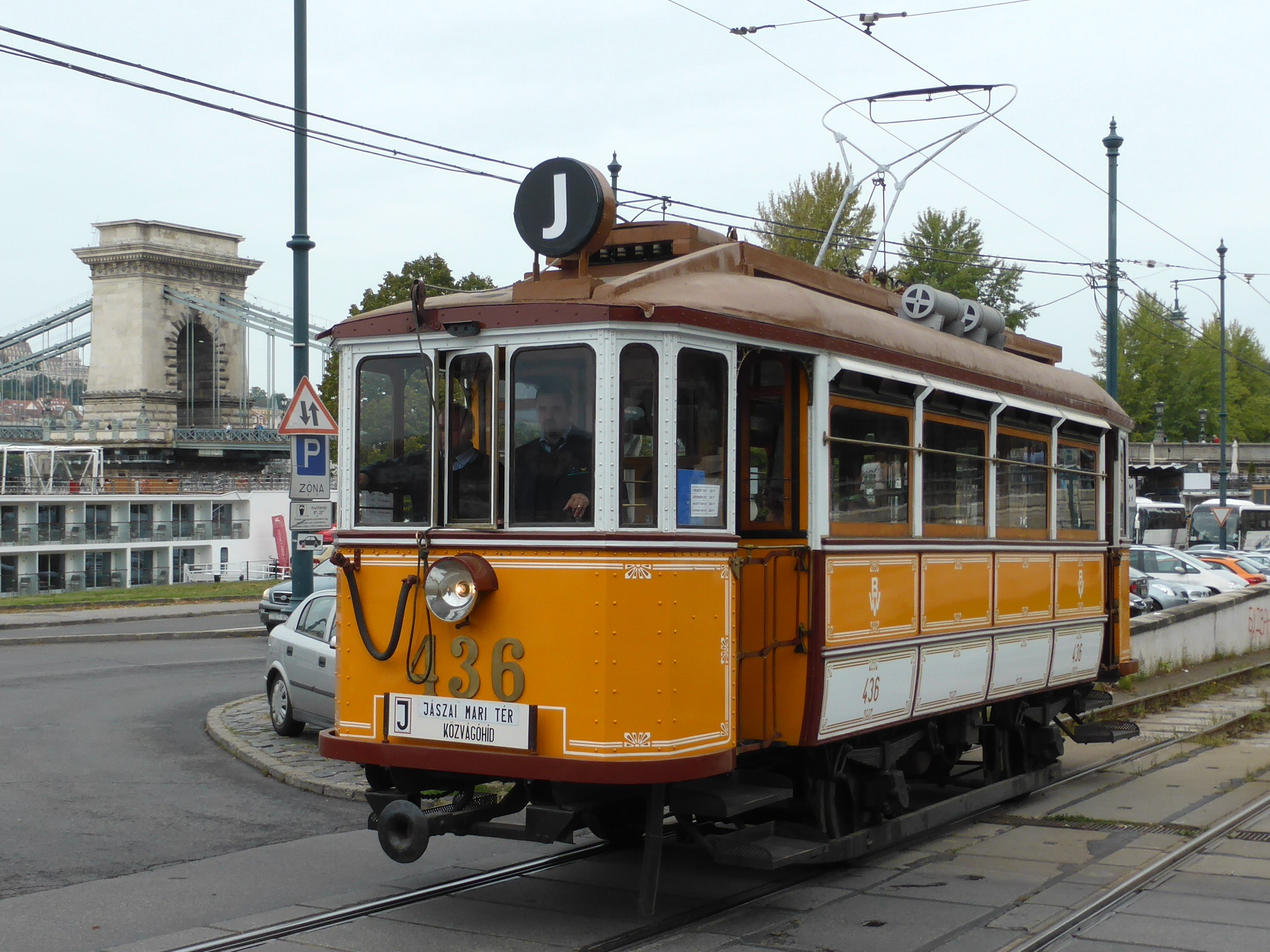
Triebwagen Typ L der Straßenbahn Budapest (1913/14)
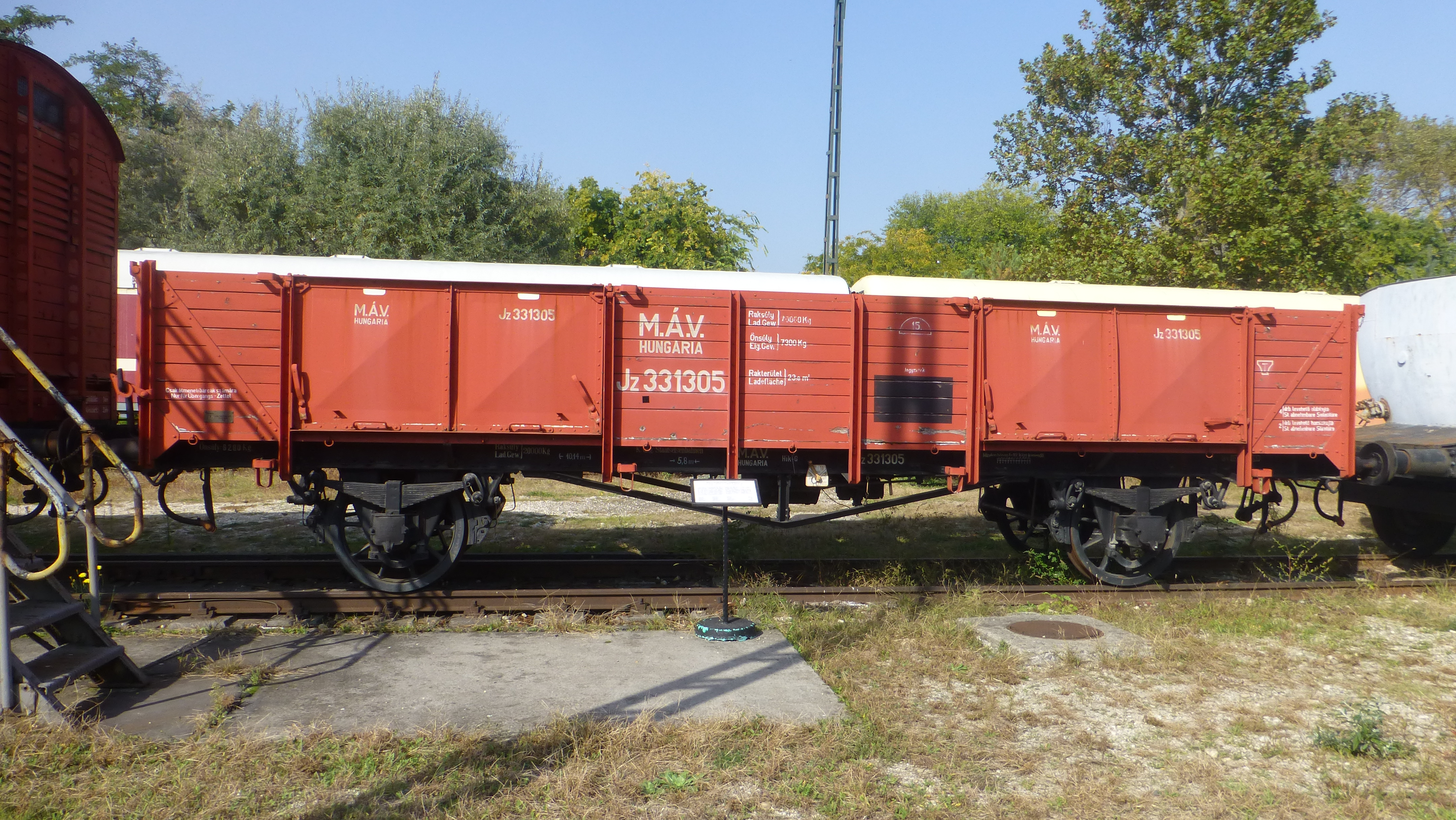
Offener Güterwagen (1927)

## Leistungen
Ignatius Schlick war wesentlich beteiligt am industriellen Aufbau Ungarns. Sein Werk war eine der ersten Eisengießereien des Landes.